# Agnès B

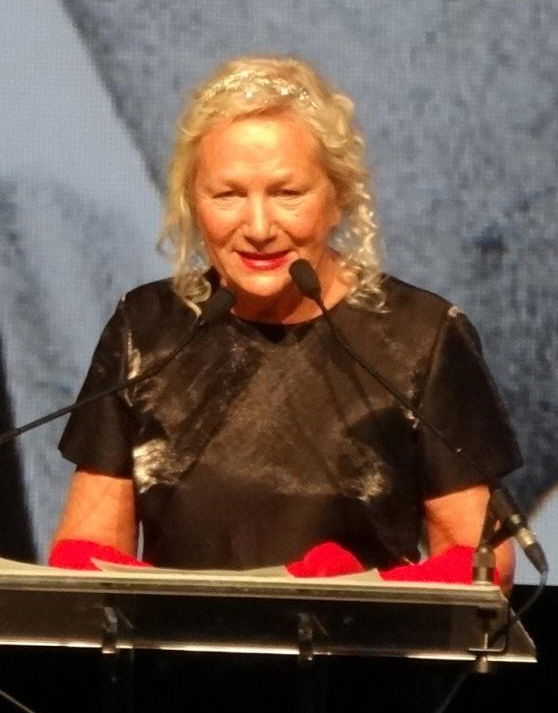
Agnès b. in 2012

Agnès Andrée Marguerite Troublé (Versailles, 1941), beter bekend onder haar pseudoniem Agnès b., is een Frans modeontwerpster.
Na haar opleiding aan de École des Beaux Arts startte zij haar eigen bedrijf in 1966: Agnès b. In 1975 opende ze haar eerste boetiek in Parijs bij Les Halles.
Agnès b. heeft boetieks in diverse landen, in Nederland oorspronkelijk op het Rokin 126 en sinds 2024 in de Utrechtsestraat 50, beide in Amsterdam. De collectie omvat naast vrouwenmode ook een heren- en kinderlijn. Kenmerkend voor haar kledinglijn is de eenvoud. Zij laat zich inspireren door werkkleding, waarbij ze varieert in kleur en vorm.
- Bibliothèque nationale de France: cb122856605 (data)
- Gemeinsame Normdatei: 137136773
- International Standard Name Identifier: 0000 0001 2276 2039
- Library of Congress Control Number: n91006729
- MusicBrainz: f1d95ff8-33c2-4a3b-861d-bdeed6b1975c
- Nationale Bibliotheek van Tsjechië: jo20241242821
- Nederlandse Thesaurus van Auteursnamen: 375559728
- Système universitaire de documentation: 03168923X
- Virtual International Authority File: 9017111
- WorldCat: E39PBJcrgQQ6YvRyW4tBrp6kDq